# Adoretus dilleri
Adoretus dilleri är en skalbaggsart som beskrevs av Frey 1970. Adoretus dilleri ingår i släktet Adoretus och familjen Rutelidae. Inga underarter finns listade i Catalogue of Life.